# 入船敏
入船 敏（いりふね さとし、1975年12月14日 - ）は、日本の陸上競技長距離走・マラソン元選手・現指導者。鹿児島県日置市（旧・日置郡伊集院町）出身。身長：176 cm、体重：59 kg。世界陸上競技選手権（男子10000m1回・男子マラソン2回の合計3大会）・アジア競技大会（男子マラソン1回）日本代表。

## 来歴・人物
鹿児島商業高等学校卒業後、1994年京セラ入社。男子陸上競技部が廃部したため、2000年に伊藤国光監督（当時）率いるカネボウへ移籍。
同陸上競技部には、2000年シドニーオリンピック男子10000m7位入賞・現マラソン日本記録保持者の高岡寿成現監督らが所属、入船自身ライバルながらも尊敬する選手として高岡の名を挙げていた。また実弟の入船満（現在は高校教師）もかつて陸上競技選手として活躍し、順天堂大学在籍時は4年連続で箱根駅伝を走り、4年次には1区で区間賞を獲得、卒業後は兄と同様2008年までカネボウに所属していた。
京セラ時代の1999年に、世界陸上セビリア大会男子10000mに出場するが、20位に終わった。
カネボウ時代の2002年、フルマラソンに初挑戦。同年3月のびわ湖毎日マラソンが初マラソンだったが、30Kmを過ぎて先頭集団から遅れ初め11位に留まった。
その後もマラソンではスランプが続いていたが、2005年2月の別府大分毎日マラソンでは30Km過ぎに自らスパートしてから独走となる。レース終盤でペースが落ちたものの、初めて2時間10分を切る当時の自己記録でマラソン初優勝を果たした。
その後世界陸上ヘルシンキ大会男子マラソン代表に選出されたが、2005年8月の本番レースでは6年前の世界陸上の成績同様、20位に終わった（男子マラソン団体戦では金メダルを獲得）。
2006年2月の東京国際マラソン（同年限りで東京国際は最後の大会）では4位に入り、同年12月開催のドーハアジア競技大会男子マラソン代表に選ばれたが、3位入賞・銅メダルを獲得した大崎悟史らにあと一歩及ばず4位に留まり、メダル獲得はならなかった。
2008年12月の福岡国際マラソンでは、優勝のツェガエ・ケベデ（エチオピア）とは3分以上の差をつけられたが、日本人トップの2位に入り自己ベスト記録をマーク。これにより、世界陸上ベルリン大会男子マラソン代表に即内定となった。
2009年8月の世界陸上ベルリン大会男子マラソン本番では、8位入賞には届かなかったものの、通算3回目の世界陸上で自己最高順位の14位に入った（男子マラソン団体戦では銅メダルを獲得）。
オリンピックにも男子マラソン日本代表を目指して、2004年アテネ大会・2008年北京大会・2012年ロンドン大会の国内選考会に出場するも、芳しい成績を残せず五輪選出は果たせなかった。2012年12月の福岡国際マラソンを自身現役最後のレースとして出走したが、途中足を痛めた影響でリタイアに終わる。引退後2013年にカネボウ陸上部コーチへ就任、現在では主に陸上競技の指導者として活動中。

## 自己記録
- 1500m　3分51秒04（2007年東日本実業団陸上競技選手権）
- 5000m　13分22秒12（2001年ナイトオブアスレチックス）
- 10000m　27分53秒92（2001年カージナル招待）
- ハーフマラソン　1時間01分36秒（2000年全日本実業団ハーフマラソン）
- マラソン　2時間09分23秒（2008年福岡国際マラソン）

## マラソン全成績
| 年月           | 大会                   | 順位 | 記録          | 備考                                           |
| -------------- | ---------------------- | ---- | ------------- | ---------------------------------------------- |
| 2002年3月3日   | びわ湖毎日マラソン     | 11位 | 2時間11分26秒 | 初マラソン・釜山アジア競技大会選考レース       |
| 2003年3月2日   | びわ湖毎日マラソン     | 48位 | 2時間20分26秒 | 世界陸上パリ大会選考レース                     |
| 2004年2月8日   | 東京国際マラソン       | 11位 | 2時間11分37秒 | アテネオリンピック選考レース                   |
| 2004年9月26日  | ベルリンマラソン       | 19位 | 2時間14分18秒 |                                                |
| 2005年2月6日   | 別府大分毎日マラソン   | 優勝 | 2時間09分58秒 | 世界陸上ヘルシンキ大会選考レース               |
| 2005年8月13日  | 世界陸上ヘルシンキ大会 | 20位 | 2時間17分22秒 | 男子マラソン団体戦金メダル獲得                 |
| 2006年2月12日  | 東京国際マラソン       | 4位  | 2時間10分47秒 | ドーハアジア競技大会選考レース                 |
| 2006年12月10日 | ドーハアジア競技大会   | 4位  | 2時間17分24秒 | 世界陸上大阪大会選考レース                     |
| 2007年2月18日  | 東京マラソン2007       | 3位  | 2時間12分44秒 | 世界陸上大阪大会選考レース                     |
| 2008年2月17日  | 東京マラソン2008       | 5位  | 2時間09分40秒 | 北京オリンピック選考レース                     |
| 2008年12月7日  | 福岡国際マラソン       | 2位  | 2時間09分23秒 | 自己ベスト記録・世界陸上ベルリン大会選考レース |
| 2009年8月22日  | 世界陸上ベルリン大会   | 14位 | 2時間14分54秒 | 団体戦日本男子代表銅メダル獲得                 |
| 2010年4月25日  | ロンドンマラソン       | 16位 | 2時間19分25秒 |                                                |
| 2010年12月5日  | 福岡国際マラソン       | 9位  | 2時間16分42秒 | 世界陸上大邱大会選考レース                     |
| 2011年2月27日  | 東京マラソン2011       | 11位 | 2時間12分34秒 | 世界陸上大邱大会選考レース                     |
| 2011年12月4日  | 福岡国際マラソン       | 11位 | 2時間15分08秒 | ロンドンオリンピック選考レース                 |
| 2012年2月26日  | 東京マラソン2012       | 27位 | 2時間16分14秒 | ロンドンオリンピック選考レース                 |
| 2012年12月2日  | 福岡国際マラソン       | DNF  | 途中棄権      | 現役ラストラン・世界陸上モスクワ大会選考レース |